# 瓦隆布拉班特省
瓦隆布拉班特省（法語：Brabant wallon，法語發音：[bʁabɑ̃ walɔ̃] ⓘ，荷蘭語發音：[ˌʋaːlz ˈbraːbɑnt] ⓘ，德語發音：[vaˈloːnɪʃ ˈbʁaːbant]），比利时瓦隆大区中南部省份，省会瓦夫爾，面積1090km²，人口403,599（2019年），是比利时面积最小的省份，也是比利时最年轻的省份之一。该省通行法语，是比利时法语社群的一部分。

## 历史
瓦隆布拉班特省成立于1995年，由原布拉班特省拆分而成。

## 地理
瓦隆布拉班特省北接弗拉芒布拉班特省，西临埃諾省，南至那慕爾省，东临列日省。

## 行政
瓦隆布拉班特省下分一个区：尼韦勒区。該區轄下27個市鎮，區域範圍涵蓋整個瓦隆布拉班特省。